# إميكو كوبو
إميكو كوبو (久保 恵美子) هو لاعب كرة قدم. ولعبت مع منتخب اليابان لكرة القدم للسيدات.